# Guayana Esequiba

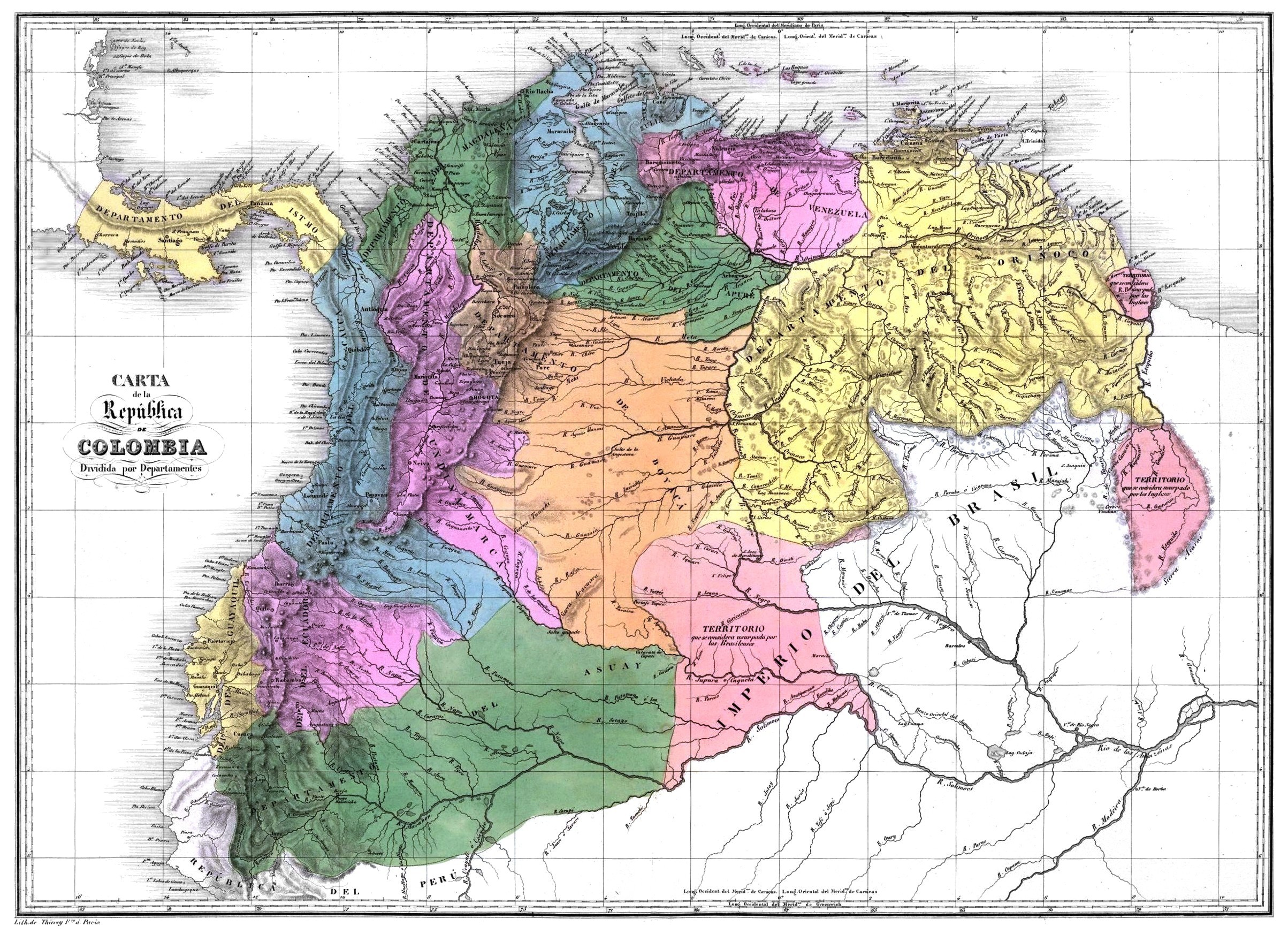
Carte de la Grande Colombie (1819) qui comprend le territoire du Essequibo.

Les cartes vénézuéliennes du Venezuela indiquent l'emplacement de la Guayana Esequiba sous le nom de Zona en Reclamación.

La Guayana Esequiba connue également sous le nom de Territorio Esequibo ou, au Venezuela, de Zona en reclamación, est le nom donné à la partie occidentale du Guyana située entre la frontière internationalement reconnue entre les deux pays et le fleuve Essequibo. Ce territoire, d'une superficie de 159 500 km2, a été incorporé à la République coopérative du Guyana dont il représente environ les sept dixièmes du territoire et un sixième de la population. Le Venezuela en réclame la souveraineté, fondée sur l'accord de Genève du 17 février 1966.

## Histoire

### Découverte et colonisation
L'hydronyme du fleuve Essequibo dérive du nom de Juan de Esquivel, un officier de Diego Colomb, fils aîné de Christophe Colomb et héritier de la « couronne » de vice-roi, qui explora la région pendant les premières décennies du XVIe siècle. Sa prononciation a évolué au fil du temps à mesure qu'il était adopté par les populations amérindiennes et européennes de la région.

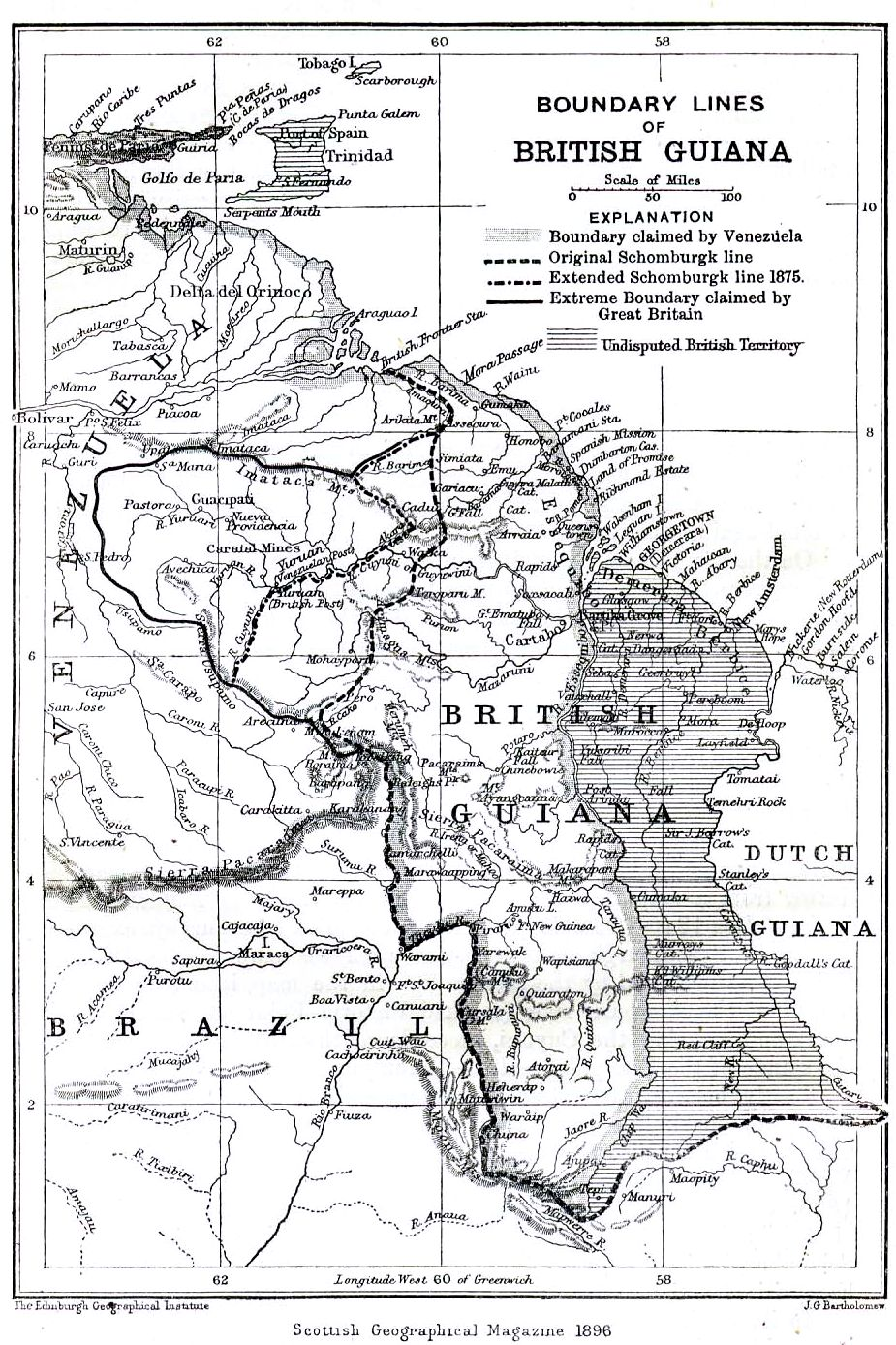
Carte britannique de 1896 montrant l'ancienne colonie, le Guyana Britannique et les diverses limites tracées les revendications anglaises maximales et le fleuve Essequibo que le Venezuela considère comme sa limite orientale.

Le territoire de l'actuelle Guayana Esequiba, situé aux confins de la capitainerie générale du Venezuela et des colonies néerlandaises des Provinces-Unies d'Essequibo, Demerara et Berbice, plus tard conquises par le Royaume-Uni et rassemblées sous le nom de Guyane britannique, figurait sur les cartes vénézuéliennes du début du XIXe siècle. Toutefois, la région, composée tout à la fois de jungles, de hautes montagnes (les Tepuy) et à l'extrême sud de la savane du Rupununi était difficile d'accès et mal connue. Sa population était composée presque exclusivement d'Amérindiens.
Sur le papier, le territoire faisait partie intégrante du Venezuela lors de son indépendance en 1811, mais il s'agissait de zones inexplorées et non colonisées. Et en 1840, profitant des difficultés du jeune État à contrôler ses frontières, le Royaume-Uni s’approprie la région et l'annexe à sa colonie guyanaise. Une annexion jamais reconnue par le Venezuela.
Les contours de la colonie britanniques furent tracés en 1841 à la demande des autorités britanniques par le savant prussien Robert Hermann Schomburgk. Il s'acquitta de sa mission avec succès et dressa une carte où apparaissait l'actuelle limite orientale que le Guyana considère comme sienne et connue sous le nom de « ligne Schomburgk ».

### Arbitrage de Paris en 1899
Pour défendre sa cause, le Venezuela, indépendant de l'Empire colonial espagnol depuis 1811, a recours au gouvernement des États-Unis qui, à cette époque, professe la doctrine Monroe rejetant l'ingérence des puissances européennes en Amérique. Un tribunal arbitral est ainsi formée en 1899 à Paris, opposant deux Américains représentant les intérêts vénézuéliens et deux britanniques sous la direction d'un juge russe. Il est décidé que les territoires à l'ouest de l'Essequibo reviendraient au Royaume-Uni. La solution est acceptée et une commission mixte se charge de délimiter la frontière sur le terrain.

### Réactivation du conflit en 1963
Cependant, en 1963, alors que la colonie britannique guyanienne s'achemine vers l'indépendance, des voix se font entendre au Venezuela réclamant le retour de cette région sous une souveraineté vénézuélienne et pressant le gouvernement d'agir avant l'indépendance de la Guyane britannique, la récupération du territoire pouvant s'avérer plus difficile par la suite.
Le gouvernement vénézuélien déclare alors l'arbitrage nul estimant que les Américains ne représentaient pas leur pays, qu'il y avait eu des vices de procédure et une entente entre les parties.
La position vénézuélienne se fonde sur le témoignage post mortem d’un juriste américain révélant les pressions politiques exercées par les Britanniques sur les juges.
- À la veille de l'indépendance du Guyana, en 1966, le Royaume-Uni et le Venezuela signèrent, le 7 février, l'accord de Genève par lequel ils se mirent d'accord pour la création d'une commission mixte chargée de trouver en quatre ans une solution au litige. Mais celle-ci n'arriva à aucun résultat concluant.
- Il fut donc décidé de signer, en 1970, à Trinité-et-Tobago, le protocole de Port-d'Espagne afin de geler les revendications et de prolonger les discussions sur douze ans.
- En 1982, à la fin de cette période, le Venezuela décida de ne pas renouveler le protocole et porta l'affaire devant les Nations unies et en 2006 elle a été soumise au secrétariat général des Nations unies.
- En novembre 2007, se produisit un incident frontalier avec l'incursion d'une quarantaine de soldats vénézuéliens dans le territoire contesté[3].
- Le conflit entre le Venezuela et le Guyana pour le contrôle de l'Essequibo a été réactivé entre le 4 et le 16 janvier 2019, lorsque le Groupe de Lima a inséré un article condamnant une intervention militaire vénézuélienne en territoire guyanien alors que l'intervention a en fait eu lieu dans la zone de contestation. La plupart des pays ont accepté de retirer le point (article 9), considérant que ce n'est pas leur rôle de prendre position dans un conflit sous médiation de l'ONU[4].

### Référendum vénézuélien de 2023

En rouge le Venezuela, en violet la Guayana Esequiba et en bleu le reste du Guyana.

Le Venezuela organise le 3 décembre 2023 un référendum visant à annexer le territoire l'Essequibo (riche en pétrole découvert en 2015 et exploité depuis 2021, ainsi qu'en minerais), revendiquant « les droits inaliénables du Venezuela et de son peuple sur le territoire d'Essequibo ». Le Guyana dépose alors une motion auprès de la Cour internationale de justice à La Haye pour empêcher ce référendum.
Cette décision intensifie les tensions diplomatiques séculaires, suscitant des contestations du Guyana et des inquiétudes quant à des conséquences militaires. Le Président du Guyana déclare à la télévision que l’armée est « en alerte totale » pour contrer les prétentions hégémoniques et contraires au droit international du Venezuela, tandis que le Royaume-Uni et les États-Unis apportent leur soutien total au Guyana. Le gouvernement vénézuélien est accusé d'exploiter la dispute pour « flatter le patriotisme de ses partisans » face à une impopularité croissante et une opposition renforcée. En effet, véritable diversion à des fins de politique interne, ce référendum s'apparente à une tentative grossière de mobiliser les Vénézuéliens en jouant sur leur sentiment patriotique. La question de l'Essequibo fait d'ailleurs l'objet d'un large consensus au Venezuela.
Le 14 décembre 2023, un sommet réunissant le Président du Guyana, Irfaan Ali, et son homologue vénézuélien Nicolás Maduro se tient à Saint-Vincent-et-les-Grenadines. À l’issue de ce sommet, les deux pays campent sur leur position mais ils s’accordent « pour ne pas utiliser la force » et à  « s’abstenir en paroles, en actes, d’intensifier tout conflit » selon une déclaration commune.
En mars 2024, le Venezuela adopte une loi qui désigne l'Essequibo en tant qu'état constitutif du Venezuela.

## Statut juridique actuel

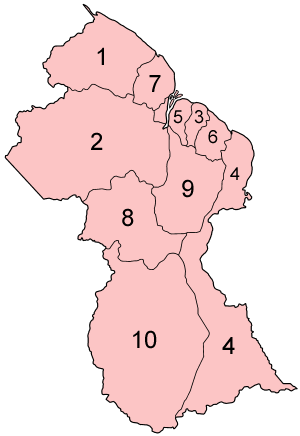
Les régions 1, 2, 7, 8 et 10 ainsi que la moitié de la région 5 sont revendiquées par le Venezuela.

L'inclusion de la Guayana Esequiba au sein du territoire guyanien est inscrite dans la constitution de ce pays datée de 1980 et reformulée en 1996 qui établit que « Le territoire de l'État inclut les zones qui immédiatement après la mise en place de cette constitution étaient comprises dans la zone dévolue au Guyana avec les autres zones qui selon ce qu'a déclaré le parlement font partie du territoire de l'État »
Le Venezuela déclare a contrario dans l'article 10 de sa constitution de 1999 que « Le territoire et les autres espaces géographiques de la République sont ceux qui correspondent à la Capitainerie Générale du Venezuela avant sa transformation politique initiée le 19 avril 1810, incluant les modifications résultant des traités et arbitrages non frappés de nullité ».

## Découpage administratif
La Guayana Essequiba comprend la totalité des régions guyaniennes de Barima-Waini, Cuyuni-Mazaruni, Pomeroon-Supenaam, Potaro-Siparuni, Haut-Takutu-Haut-Essequibo et la partie occidentale des îles d'Essequibo-Demerara occidental.

## Autre revendication
Le Guyana est également confronté à une autre revendication territoriale sur son territoire par l'État voisin du Suriname, réclamant une zone au sud-est du Guyana (environ le tiers sud-est de la région 4).